# Rathaus Maputo

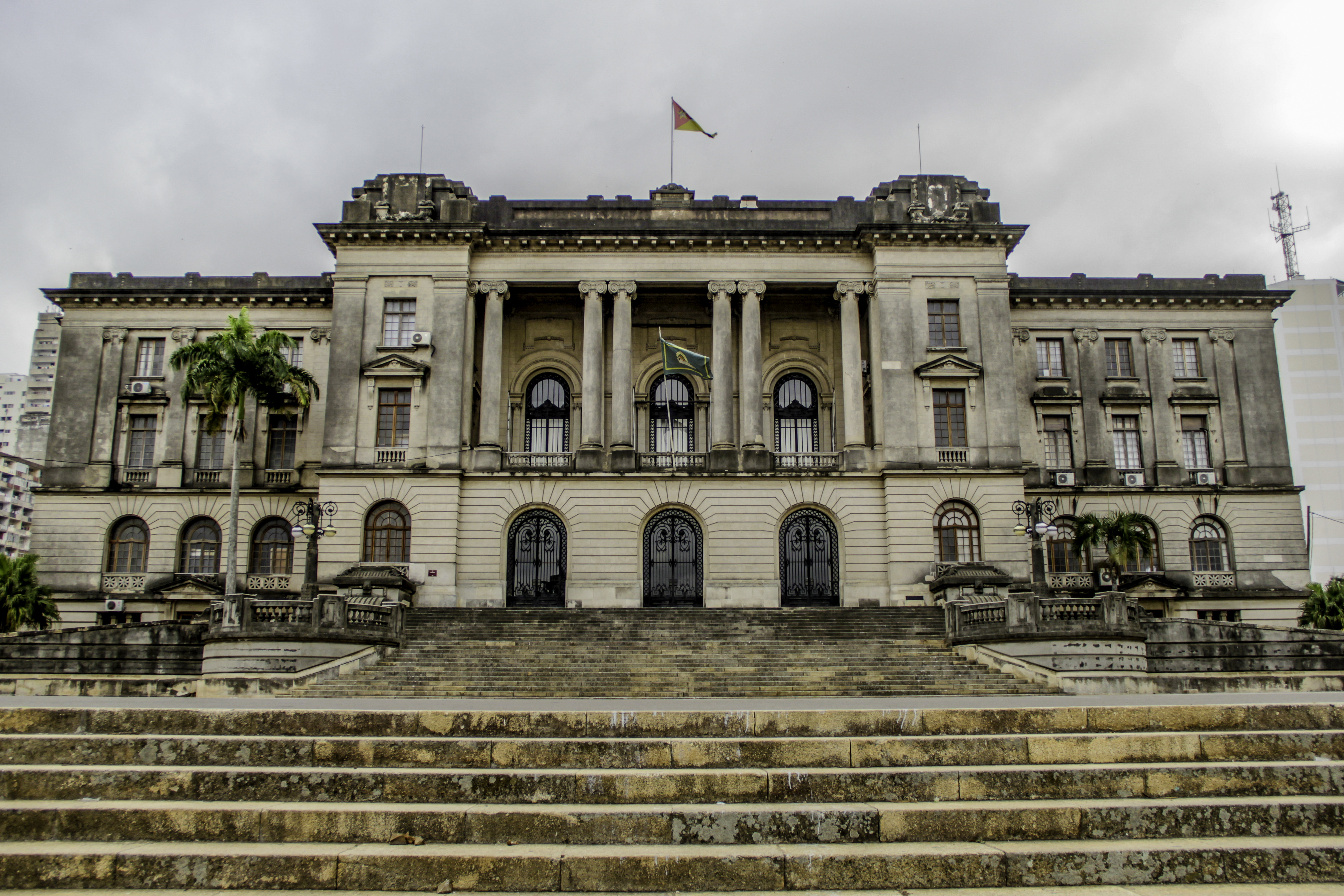
Rathaus der Stadt Maputo

Das Rathaus der Stadt Maputo, offiziell Edifício do Conselho Municipal de Maputo, ist ein neoklassizistisch gestaltetes Kommunalgebäude in der mosambikanischen Hauptstadt Maputo. Es befindet sich an der heutigen Praça da Independência. Das 1947 eröffnete Gebäude beherbergt seit der portugiesischen Kolonialzeit, so auch heute, Teile der Stadtverwaltung Maputos.

## Geschichte

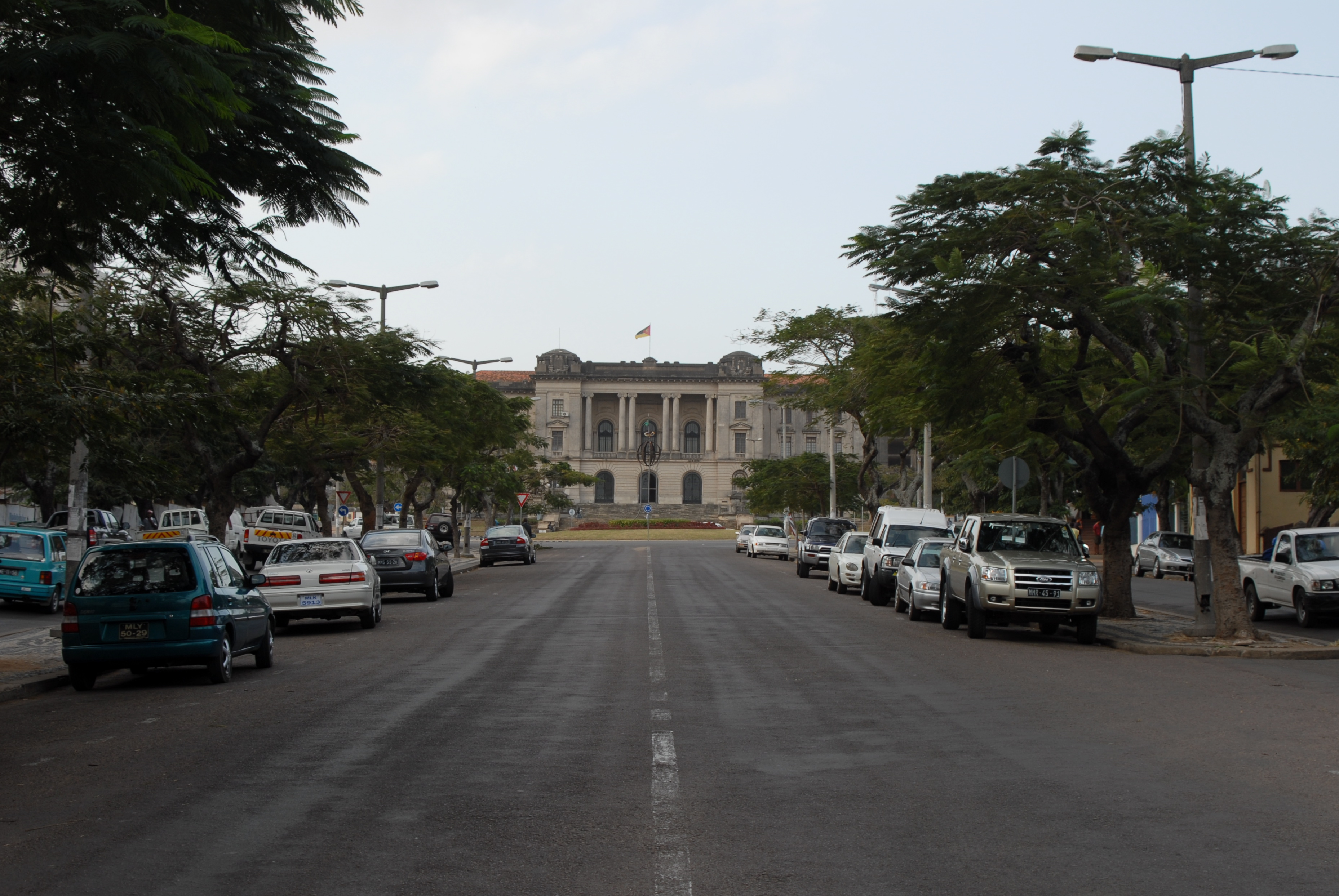
Das Rathaus bildet mit der Praça da Independência das nördliche Ende der Avenida Samora Machel

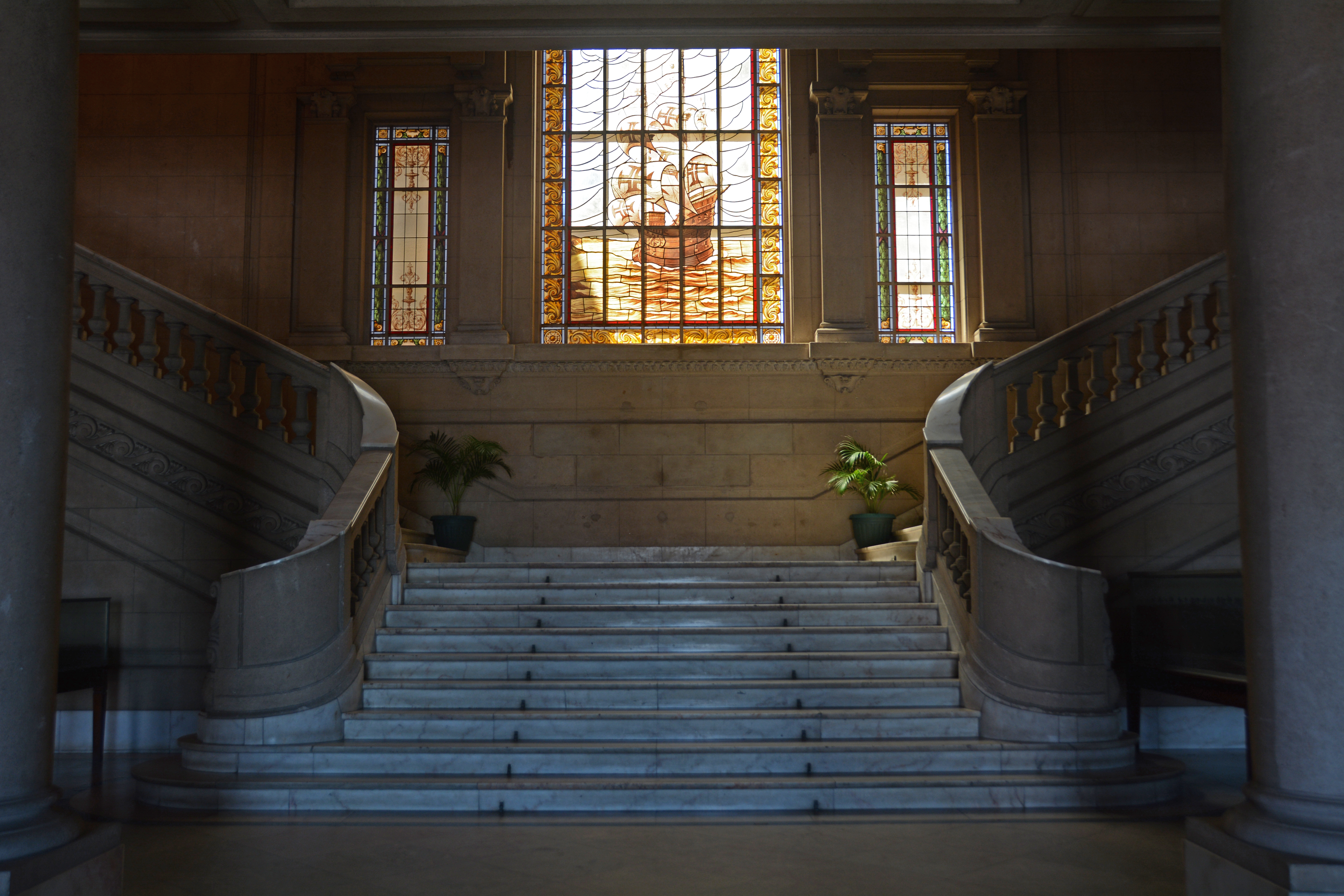
Eingangshalle des Rathauses

Am 9. August 1937 schrieb die koloniale Stadtverwaltung von Lourenço Marques unter Bürgermeister José Maria da Silva Cardoso einen Architekturwettbewerb für den Neubau eines Rathauses der Stadt aus. Aus dem Wettbewerb ging 1938 der portugiesische Architekt Carlos César dos Santos als Sieger hervor. 1941 beschloss der damalige Bürgermeister der Stadt, Francisco dos Santos Pinto Teixeira, den Bau. Die Arbeiten begannen noch im selben Jahr. 1947 wurde das Gebäude feierlich eröffnet.
Santos entwarf ein Gebäude mit trapezförmigem Grundriss, das leicht erhöht auf einem Hügel steht, sodass es automatisch Blickfang auf der Avenida D. Luís, der heutigen Avenida Samora Machel, ist. Das Gebäude, dessen Fassade 65 Meter misst, ist in der historistischen Manier des Neoklassizismus gehalten und folgt den architektonischen Regeln der beaux-arts. Santos wählte neoklassizistische Architekturformen aufgrund seiner brasilianischer Herkunft, besonders dort gehörte diese Architekturrichtung neben dem Barock und Rokoko zu den wichtigsten. Die massive Bauform suggeriert die Wahl von Naturstein als Material, es handelt sich dabei jedoch um Zement.
Die Stadtverwaltung von Lourenço Marques (Câmara Municipal de Lourenço Marques) zog noch 1947 ein. Seit 1975, der Unabhängigkeit Mosambiks, residiert im Gebäude der Stadtrat der umbenannten Stadt Maputo (Conselho Municipal de Maputo).
Seit 2011 befindet sich das Gebäude in der Vorauswahl für eine Denkmalliste der Stadt Maputo. In der portugiesischen Denkmaldatenbank Sistema de Informação para o Património Arquitectónico, das auch Denkmale ehemaliger portugiesischer Kolonien umfasst, ist das Gebäude mit der Nummer 31708 eingetragen.